# Сьего-де-Авила (город)
Сьего-де-Авила (исп. Ciego de Ávila) — город и муниципалитет, административный центр одноимённой провинции, Куба.

## История
Поселение в этих местах появилось в 1840 году, здесь тогда проживало всего 263 человека. В 1877 году был образован муниципалитет, и Сьего-де-Авила был выделен из города Морон в отдельный город.
В 1970 году население составляло 60,9 тыс. человек, город являлся центром сельскохозяйственного района по выращиванию тропических фруктов, здесь действовали ТЭС, предприятия пищевой и текстильной промышленности.
В 1975 году западная часть провинции Камагуэй была выделена в отдельную провинцию, центром которой стал Сьего-де-Авила.
В 1984 году население составляло 79 тыс. человек, основой экономики являлись пищевая, текстильная и кожевенно-обувная промышленность.

## Транспорт
Находится на Центральном шоссе и ж.-д. линии Гавана — Сантьяго-де-Куба.